# Emma Quaglia

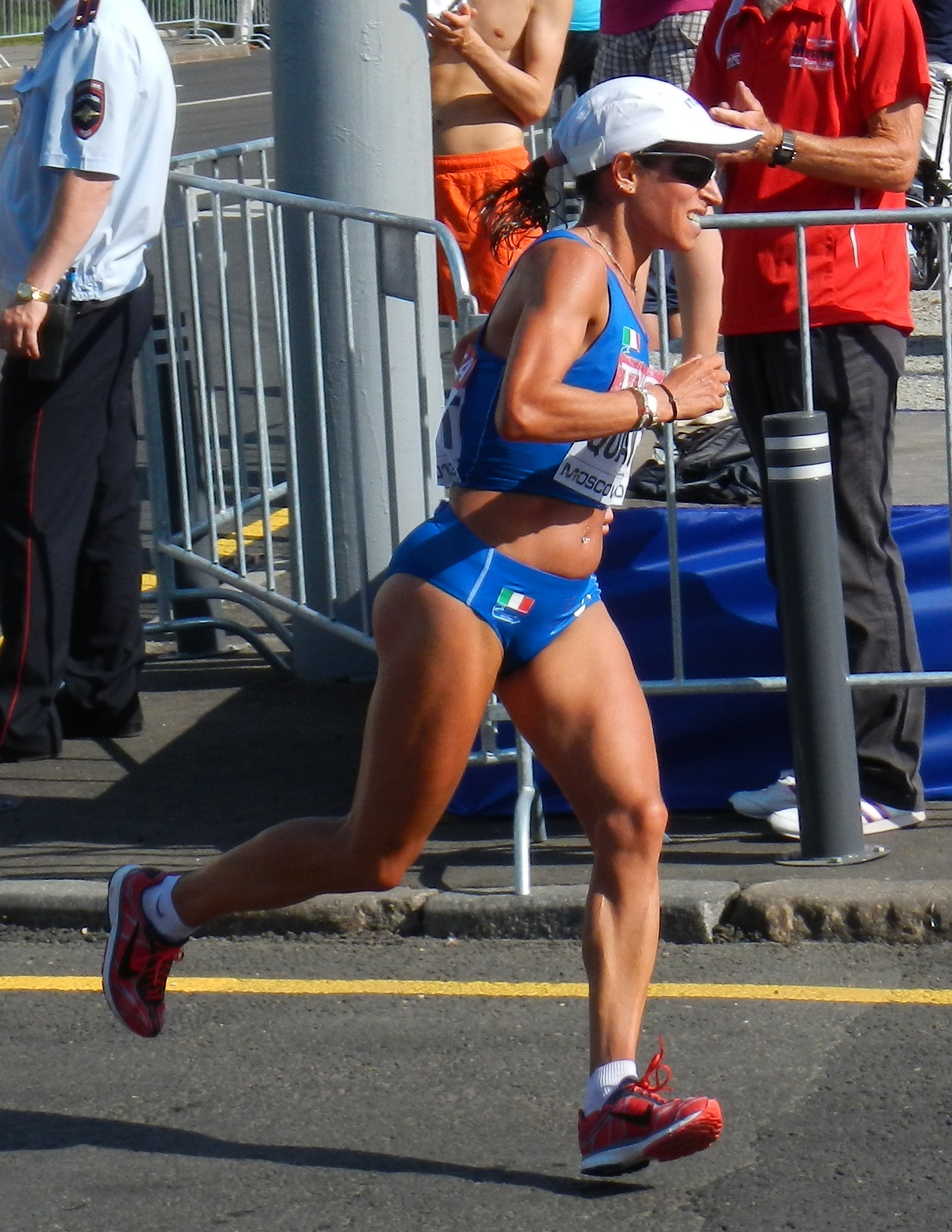
Emma Quaglia im Marathon bei den Leichtathletik-Weltmeisterschaften 2013

Emma Quaglia (* 15. August 1980 in Genua) ist eine italienische Langstreckenläuferin.
Quaglia belegte bei den Halbmarathon-Weltmeisterschaften 2009 in Birmingham Rang 35. Bei den Weltmeisterschaften 2013 in Moskau lief sie im Marathon auf Rang 6.